# 시치혼기촌
시치혼기촌(七本木村)은 사이타마현의 북서부 고다마군에 속했던 촌이다. 처음에는 가미군의 소속이었다.

## 지리
- 현재의 가미사토정에 해당한다.

## 역사
- 1889년 4월 1일 - 정촌제 시행에 의해 가미군 시치혼기촌이 성립하였다.
- 1896년 3월 29일 - 고다마군, 나카군과 통합해, 고다마군 시치혼기촌이 되었다.
- 1954년 5월 3일 - 가미 촌, 진보하라 촌, 나가하타 촌과 합병해, 가미사토촌이 신설되었다.

## 관련문헌
- 「堤村」『新編武蔵風土記稿』 巻ノ245賀美郡ノ3。NDLJP:764012/91。